# Soles y centauros

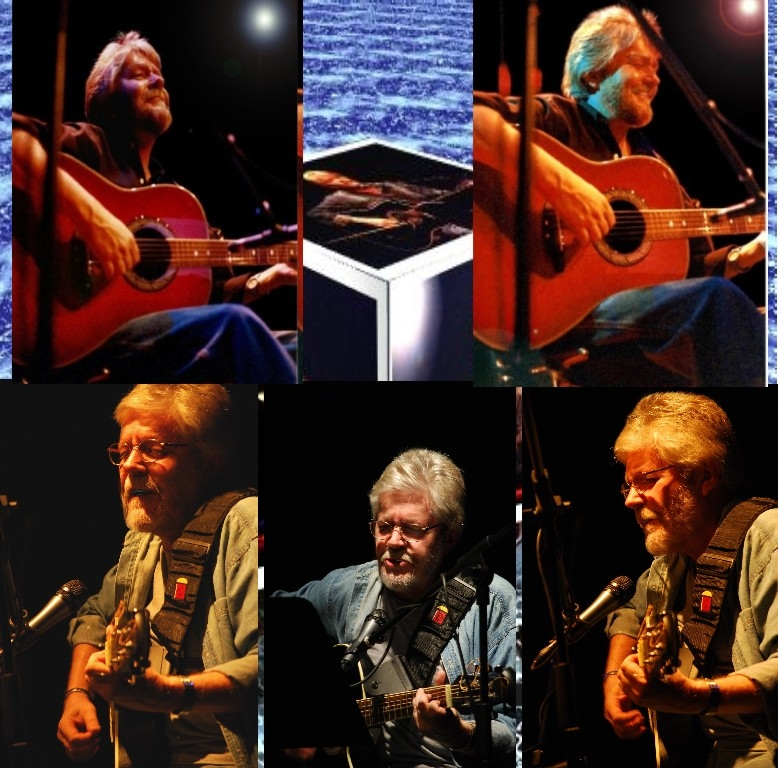
Xulio Formoso en concierto.

Soles y centauros fue en principio un trabajo compuesto y estructurado en 1976 para servir de marco musical a la obra de teatro “Todos los gatos son pardos” de Carlos Fuentes, que el Grupo Rajatabla había comenzado a montar bajo la dirección de Carlos Giménez. Precisamente en medio de uno de los ensayos de la obra, en la armazón del Complejo Cultural Teresa Carreño (en construcción para la época), Giménez sufrió un grave accidente con lo que se canceló la obra. El disco, que ya había sido grabado y editado, debido a esta circunstancia tardó un año más en salir al mercado. El álbum, a grandes rasgos, cuenta la historia de la conquista de México por Hernán Cortés, el enfrentamiento entre aztecas y españoles (de ahí el título Soles y Centauros) y la toma de Tenochtitlán. El Grupo Sensemayá, que usualmente acompañaba a Formoso en grabaciones y conciertos, participó aquí con otra formación manteniéndose únicamente Luís Suárez, que también formaba parte y de hecho todavía lo hace en la actualidad, del grupo Guaraguao. El concepto gráfico y diseño fue realizado por el gran maestro venezolano Mateo Manaure. Debido a su temática y configuración y al faltarle el apoyo de la obra teatral, este álbum no tuvo ningún éxito de ventas aunque sí de crítica.

## Canciones
Lado A
1. Malintzin (Luís Suárez; Xulio Formoso)
2. Los ocho presagios (Luís Suárez; Xulio Formoso)
3. Mujer del presagio (Luís Suárez; Xulio Formoso)
4. Señor y rey (Luís Suárez; Xulio Formoso)
5. El viajero de Extremadura (Asdrúbal González; Luís Suárez; Xulio Formoso)
6. Cortés, Gran Hernán (Luís Suárez; Xulio Formoso)

Lado B
1. Moctezuma, ¿quién eres? (Mary Lee; Luís Suárez; Xulio Formoso)
2. Águila azteca (Luís Suárez; Xulio Formoso)
3. Flor y canto (Anónimo nahuatl; Xulio Formoso)
4. Xochitl Cuicatl (Anónimo nahuatl; Xulio Formoso)
5. Llanto mexicatl (Luís Suárez; Xulio Formoso)
6. Malinche (Asdrúbal González; Luís Suárez; Xulio Formoso)

## Músicos
- Xulio Formoso: Guitarra, Voz
- Mary Lee: Guitarra, Sintetizador, Voz
- José Vicente Rangel Ávalos: Congas
- Enrique Suárez: Batería, Percusión, Voz
- Aliko: Voz
- Héctor Rodríguez: Bajo
- Luís Suárez: Guitarra, Piano, Flauta, Órgano, Voz

## Créditos
- Técnicos de grabación: Francisco González y Elmar Leal
- Matrizaje y edición: Elmar Leal
- Lugar y fecha de grabación: Estudios Fidelis. Febrero 1976
- Arreglos musicales: Sensemayá
- Fotografía: Alexis Segnini
- Diseño gráfico: Mateo Manaure
- Impresión: Policrom, C.A.
- Producción: Xulio Formoso

- Datos: Q6131545